# Caloptilia schisandrae
Caloptilia schisandrae är en fjärilsart som beskrevs av Tosio Kumata 1966. Caloptilia schisandrae ingår i släktet Caloptilia och familjen styltmalar. Inga underarter finns listade i Catalogue of Life.